# Erick Wujcik
Erick A. Wujcik (26 de enero de 1951 – 7 de junio de 2008) fue un diseñador Americano de Juego de rol de ambos lápiz y papel y computadora, y cofundador de Palladium Books.